# 醍醐忠善
醍醐 忠善（だいご ただたる）は、江戸時代後期の廷臣。内大臣・醍醐輝弘の子。官位は従五位下。醍醐家8代当主。

## 経歴
醍醐輝弘の子として誕生。母は一条輝良養女（蜂須賀至央養女、蜂須賀休光娘）・宗子。実弟に権大納言忠順がいる。
生後すぐに本家一条忠良の猶子に入った。清華家の家格をもつ醍醐家の当主の一人に数えられているが、2歳で早世している。叙爵はしており、その時の官位従五位下が最終官位となった。
幼くして死去したため嗣子はなく、父・輝弘が再度当主となるが、文政13年（1830年）に誕生した弟・忠順が醍醐家を継いだ。

## 系譜

### 醍醐家
醍醐家は、一条昭良の子である醍醐冬基を始祖とし、清華家の一つであった。

### 皇室との関係
後陽成天皇の男系七世子孫である。後陽成天皇の第九皇子で一条家を継いだ一条昭良の男系後裔。

詳細は皇別摂家#系図も参照のこと。